# Обикновена ела
Обикновената, още бяла ела (Abies alba), е вид дървесно растение от семейство Борови (Pinaceae). Включено е в списъка на лечебните растения съгласно Закона за лечебните растения.

## Разпространение
Дървото се среща в средния планински пояс до 1200 – 1400 m надморска височина.

## Описание
Бялата ела достига на височина до 65 метра. Младите клонки са овласени с ръждиви власинки, пъпките са насмолени, листата на игличките са дълги по 2 – 3 cm разположени двуредно и на върха заоблени или врязани. Шишарките ѝ са цилиндрични, дълги до 10 – 16 cm и след узряване се разпадат.